# تطبيق المواعدة عبر الأنترنت
تعرف تطبيقات المواعدة على الإنترنت بأنها خدمة مواعدة على الإنترنت يتم تقديمها من قبل تطبيقات الهواتف الذكية وغالبًا ما تستفيد من خاصية تحديد موقع الهاتف الذكي عبر نظام تحديد المواقع العالمي (GPS)، والتواجد الدائم على الأنترنت، وسهولة الوصول إلى معارض الصور الرقمية ومحافظ الهاتف المحمول لتعزيز الطبيعة التقليدية للمواعدة عبر الإنترنت.
يمكن لهذه التطبيقات تبسيط وتسريع عملية فلترة شركاء المواعدة المحتملين عن طريق المحادثة، والمغازلة، وربما الإلتقاء أو المشاركة والتخطيط لعملية القيام بالحب بشكل رومانسي في خدمات المواعدة التقليدية عبر الإنترنت.
أدى إطلاق تطبيق Tinder في عام 2012 إلى نمو هذه النوعية من التطبيقات التي تركز علي المواعدة عبر الإنترنت، سواء من قبل مقدمي خدمات جدد أو من خلال خدمات المواعدة التقليدية عبر الإنترنت التي توسعت في سوق تطبيقات الأجهزة المحمولة.

## الأصول
يُعزي الفضل لتطبيق Tinder الذي أدى إلى زيادة كبيرة في أستخدام وأزدهار تطبيقات المواعدة عبر الهاتف المحمول.  تم إصدار Tinder في 12 سبتمبر 2012 من قبل شون را وجوناثان بادين وجاستن ماتين وجو مونوز ودينيش مورجاني وكريس جيلشينسكي وويتني وولف.على الرغم من أن هناك بعض المصادر الأخرى التي تشير إلى أن المؤسسين هم جاستن ماتين وراد وجوناثان بادين فقط. 

## الأستخدام بحسب الديموغرافية
تستهدف تطبيقات المواعدة عبر الإنترنت الشباب والمراهقين. في الماضي لم تسخدم خدمة المواعدة علي الأنترنت بشكل واسع لكن في الوقت الحالي ما يقرب من 50٪ من سكان العالم علي الأقل يعرفون شخصًا واحداً يستخدم تطبيقات المواعدة عبر الإنترنت أو التقى بأحبائهم من خلال هذه الخدمة.  بعد إطلاق أبل لجهازها الذكي الأي فون في عام 2007 ، زادت بيانات المواعدة عبر الإنترنت مع زيادة استخدام تطبيقات المواعدة عبر الإنترنت بنسبة كبيرة . في عام 2005 ، أفاد 10٪ فقط ممن تتراوح أعمارهم بين 18 و 24 عامًا باستخدام خدمات المواعدة عبر الإنترنت ارتفع هذا العدد إلى أكثر من 27٪ من هؤلاء الأشخاص.  و جعل هذه الفئة الديموغرافية المستهدفة أكبر عدد من المستخدمين لمعظم التطبيقات. عندما أجرى مركز بيو للأبحاث دراسة في عام 2016 ، وجدوا أن 59٪ من البالغين في الولايات المتحدة اتفقوا على أن المواعدة عبر الإنترنت طريقة جيدة للقاء أشخاص مقارنة بـ 44٪ في عام 2005 أتفقوا علي ذلك . يمكن تبرير هذه الزيادة في الاستخدام من قبل هذه المجموعة المستهدفة من خلال زيادة استخدامهم للهواتف الذكية مما يؤدي بهم إلى استخدام تطبيقات المواعدة على الهواتف الذكية. أفاد حوالي 1 من كل 5 أشخاص تتراوح أعمارهم بين 18 و 24 عامًا أي بنسبة (22٪)  يقوم باستخدام تطبيقات المواعدة في عام 2016 ، في حين أن 5٪ فقط فعلوا ذلك في عام 2003. 

## تطبيق تيندر
يعد Tinder هو تطبيق مواعدة يمكّن المستخدمين من تصفح صور مستخدمين آخرين بسرعة ضمن مسافة محددة. تشتهر Tinder بآلية التمرير الفريدة الخاصة به. عندما يصادف المستخدم شخصًا مهتمًا به، يقوم بالتمرير لليمين. إذا لم يكن المستخدم مهتمًا بشخص ما، فإنه يمرر إلى اليسار. إذا قام اثنان من المستخدمين بالتمرير المتبادل لليمين على بعضهما البعض، فسيتم تسميته "مطابقة" ويمكن بدء محادثة بينهما. تم استخدام هذه الآلية الأساسية منذ ذلك الحين في تطبيقات المواعدة الأخرى، بما في ذلك Bumble . 

## التطبيقات الشعبية الأخرى
بعد النجاح الواسع الذي حققه تطبيق Tinder ، حاول العديد من الأشخاص إنشاء تطبيقات المواعدة ومواقع المواعدة الخاصة بهم مثل Match. قام بإنشاء تطبيقات للراحة. أجرت ARC from Applause ،  وهي مجموعة بحثية حول اقتصاد التطبيقات، دراسة بحثية في عام 2016 حول كيفية تصنيف 1.5 مليون مستهلك أمريكي لـ 97 من أكثر تطبيقات المواعدة شيوعًا. أشارت نتائج البحث إلى أن 11 تطبيقًا فقط حصل على 50 نقطة أو أكثر (من 100) مع أكثر من 10000 مراجعة من متجر التطبيقات. وتشمل هذه: JOKCupid, happn, SCRUFF by Perry Street, Moco by JNJ Mobile, GROWL by Initech, Skout, Qeep by Blue Lion mobile, MeetMe, Badoo, و Hornet . حيث تم اعتبار التطبيق الذي حصل على +50 نقطة ناجحة. وسجلت التطبيقات الشائعة الأخرى مثل Bumble وGrindr وeHarmony وMatch 40 أو أقل.  لضمان الخصوصية للمشاهير، ظهر تطبيق رايا كتطبيق مواعدة قائم على العضوية، ولا يسمح بالدخول إلا من خلال الإحالات معينة .  في عام 2019 - أٌطلق Taimi التي بدأت كبديل لتطبيق Grindr أول تطبيق مواعدة شامل للمثليين والشواذ LGBTQI +.

## التأثيرات على المواعدة

### المميزات
توفر العديد من التطبيقات اختبارات شخصية للمطابقة أو استخدام الخوارزميات لمطابقة المستخدمين.  تعزز هذه العوامل من إمكانية مطابقة المستخدمين مع مرشح متوافق. المستخدمون يتحكمون ؛ يتم تزويدهم بالعديد من الخيارات لذلك هناك ما يكفي من المطابقات التي تناسب نوعهم الخاص. يمكن للمستخدمين ببساطة اختيار عدم مطابقة المرشحين الذين يعرفون أنهم غير مهتمين بهم. تضييق الخيارات أمر سهل. بمجرد أن يعتقد المستخدمون أنهم مهتمون، يمكنهم التحدث والتعرف على المرشح المحتمل. يوفر هذا النوع من الاتصال الوقت والمال والمخاطرة التي لن يتجنبها المستخدمون إذا كانوا يتواعدون بالطريقة التقليدية.  المواعدة عبر الإنترنت توفر الراحة ؛ يريد الأشخاص المواعدة للعمل وفقًا لجداولهم. المواعدة عبر الإنترنت يمكن أن تزيد من الثقة بالنفس ؛ حتى إذا تم رفض المستخدمين، فإنهم يعرفون أن هناك المئات من المرشحين الآخرين الذين سيرغبون في التطابق معهم حتى يتمكنوا ببساطة من الانتقال إلى الخيار التالي.  في الواقع، يوافق 60٪ من البالغين في الولايات المتحدة على أن المواعدة عبر الإنترنت طريقة جيدة للقاء أشخاص، ويقول 66٪ إنهم ذهبوا في موعد حقيقي مع شخص قابلوه من خلال أحد التطبيقات. اليوم، قال 5٪ من الأمريكيين المتزوجين أو الأمريكيين الذين تربطهم علاقات جدية أنهم التقوا بأحبتهم عبر الإنترنت 

### العيوب
أحيانًا يكون وجود الكثير من الخيارات أمرًا مُربكًا. مع وجود العديد من الخيارات المتاحة، يمكن للمستخدمين أن يضيعوا أوقاتهم في اختياراتهم وينتهي بهم الأمر بقضاء الكثير من الوقت في البحث عن المرشح "المثالي" بدلاً من استغلال ذلك الوقت لبدء علاقة حقيقية.  بالإضافة إلى ذلك، قد لا تكون الخوارزميات وأنظمة المطابقة دقيقة دائمًا كما يعتقد المستخدمون. لانه لا يوجد نظام مثالي يمكنه مطابقة شخصيتين تمامًا في كل مرة.  بعد تحليل عدد كبير من تطبيقات المواعدة المتنوعة على الهاتف المحمول، خلص الباحثون إلى أن معظم تطبيقات المواعدة الرئيسية عرضة لهجمات بسيطة، والتي يمكن أن تكشف عن معلومات شخصية حساسة للغاية مثل التوجه الجنسي والتفضيلات ورسائل البريد الإلكتروني ودرجة التفاعل بين المستخدمين، إلخ.  و علاوة على ذلك، أصبحت منصات المواعدة عبر الإنترنت أيضًا أرضًا خصبة لمصائد الجذب حيث ينشئ المهاجمون ملفات تعريف مزيفة لسرقة معلومات المستخدم الخاصة، حيث يقوم أحدها بدراسة وتقييم نقاط ضعف المستخدم في الكشف عن معلومات التعريف الشخصية (PII) في Tinder . المشكلة التي تضخمها تطبيقات المواعدة هي ظاهرة تُعرف باسم " التخفي " ، حيث يقوم أحد الأطراف في علاقة بقطع جميع الاتصالات مع الطرف الآخر دون سابق إنذار أو تفسير. يمثل الأختفاء مشكلة خطيرة لتطبيقات المواعدة حيث يمكن أن يؤدي إلى حذف المستخدمين للتطبيقات. لهذا السبب، تقوم شركات مثل Bumble وبادوو بقمع هذه الممارسة بميزات جديدة تسهل على المستخدمين إنهاء محادثات الدردشة بأدب أكبر.

## خصوصية البيانات
غالبًا ما تشارك تطبيقات المواعدة ومواقع المواعدة عبر الإنترنت في حالات تتعلق بإساءة استخدام البيانات. في عام 2018 ، تم اتهام Grindr ، أول منصة لمواعدة المثليين، بمشاركة بيانات حول حالة فيروس نقص المناعة البشرية لمستخدميها مع العديد من الشركات.  اعترفت Grindr بالادعاءات  لكنها ادعت أنها كانت من أجل تحسين منصتها التي لا تقنع مجتمع LGBT . تدافع Grindr عن نفسها من خلال مشاركة خاصية منع فقدان البيانات الخاصة بالشركة وطمأنة المستخدمين بالتدخل العام لرئيس التكنولوجيا التنفيذي سكوت تشين. تهتم منصة المواعدة في أوروبا أكثر فأكثر بتشريعات البيانات بسبب عقوبات اللائحة العامة لحماية البيانات التي تهدد الشركات بفرض عقوبات اقتصادية. يتم بيع البيانات الشخصية الأخرى عن طريق تطبيقات المواعدة. أكثر المعلومات التي تشتريها الشركات الخاصة هي المعلومات الجغرافية للمستخدمين. عندما يسمح المستخدم بالترجمة، تقوم التطبيقات بتسجيلها وتخزينها باستخدام نظام الإحداثيات الجغرافية . عندما يحدث خرق للبيانات ، فإن المعلومات الجغرافية تعرض المستخدمين مباشرة. مثل التطبيقات الأخرى، يمكن أن تتعرض تطبيقات المواعدة لانتهاكات: كشف المتسللون عن مشكلات أمنية في Tinder ،  Coffee Meets Bagel  أو Adult FriendFinder على سبيل المثال. في آخرها، تم الكشف عن بيانات أكثر من 412 مليون مستخدم، وهي من أكبر التسريبات من حيث عدد الحسابات المكشوفة.  في عام 2016 ، كشفت مشاركة المعلومات الشخصية لما يقرب من 40 مليون مستخدم لـ Ashley Madison من قبل مجموعة من Hackers ، "Impact Team" ، عن الاسم الحقيقي ورقم الهاتف وعنوان البريد الإلكتروني والموقع الجغرافي والتفضيلات الجنسية.  أكدت Ashley Madison لأكثر من 35 مليون مستخدم أن الخدمة كانت "مجهولة تمامًا" و "100٪ منفصلة" لكنها لم تحذف الحسابات تمامًا عندما اختار المستخدمون ذلك (ودفعوا مقابل ذلك) أو أدركوا أن البيانات قد تسربت بالفعل أول مرة. تم الإبلاغ عن بعض حالات الانتحار بعد التسريب.  قدم Taimi الأمان على مستوى البنك ليصبح "أكثر تطبيقات المواعدة أمانًا" للمثليين حتى الآن. 